# HMS V2
Pour les articles homonymes, voir V2.
Le HMS V2 est un sous-marin britannique de classe V construit pour la Royal Navy par Vickers à Barrow-in-Furness. Sa quille est posée en octobre 1913, il a été lancé le 17 février 1915 et terminé en novembre 1915. Le HMS V2 a été vendu en novembre 1921.